# Arboretum du Mas du Rouquet
El Arboreto del Mas du Rouquet ( en francés : Arboretum du Mas du Rouquet) es un arboreto de 5 hectáreas de extensión, ubicado en la proximidad de Pégairolles-de-l'Escalette, Francia.

## Localización
Se encuentra al pie de la meseta de Larzac.
La « Causse du Larzac » es una meseta kárstica al sur del « Massif Central ». Esta es una zona agrícola con ganadería de ovejas, las cuales producen la leche a partir de la que se elabora el conocido queso Roquefort.
Arboretum du Mas du Rouquet Pégairolles-de-l'Escalette, Département de Hérault, Languedoc-Roussillon, France-Francia. 
Planos y vistas satelitales, 43°48′13″N 3°19′25″E / 43.80361, 3.32361
Está abierto al público en los meses cálidos del año, siendo la entrada libre y gratuita. 

## Historia
Las arenas dolomíticas y todos los hábitats asociados a ellos son hábitats únicos para la flora.
Parece, pues, esencial para evitar su alteración por actividades humanas (principalmente la extracción de material) y si es necesario para frenar el cierre de estos entornos pioneros de vegetación leñosa.
El mantenimiento de espacios abiertos y zonas intermedias es un requisito previo para la conservación de determinadas especies de fauna, y de flora. Así mismo el mantenimiento de la actividad pastoral a largo plazo es el principal factor de conservación de la fauna y flora en entornos abiertos.
El arboretum actualmente está administrado por la « Office national des forêts ».

## Colecciones
Actualmente el arboreto alberga especies como:
Entre otras Abies alba, Acer platanoides, Buxus sempervirens, Carpinus betulus, Cedrus atlantica, Fraxinus excelsior, Pinus laricio, Pinus nigra austriaca, Pinus sylvestris, Populus alba, y Ulmus campestris. 